# پال شاندور
پال شاندور (مجاری: Pál Sándor؛ زادهٔ ۱۹ اکتبر ۱۹۳۹) کارگردان فیلم، تهیه‌کننده فیلم، و فیلم‌نامه‌نویس اهل مجارستان است.
از فیلم‌هایی که وی در آن نقش داشته‌است، می‌توان به سرهنگ ردل و یک نقش عجیب اشاره کرد که فیلم اخیر، برندهٔ «خرس نقره‌ای» جشنواره بین‌المللی فیلم برلین شد.
وی همچنین برندهٔ جوایزی همچون جایزه کشوت شده‌است.